# سعيد بن زايد آل نهيان
سعيد بن زايد بن سلطان آل نهيان (مواليد 1965 في العين- 27 يوليو 2023)، سياسي إماراتي، شغل منصب ممثل حاكم أبو ظبي. وشغل سابقًا منصب رئيس هيئة الموانئ البحرية في أبو ظبي، ووكيل وزارة التخطيط في أبوظبي، وكان عضوًا في المجلس التنفيذي لإمارة أبوظبي بين عامي 2004 و 2010.

## حياته
الشيخ سعيد هو سادس أبناء الشيخ زايد بن سلطان آل نهيان من زوجته عائشة بنت علي الدرمكي، وهو الأخ غير الشقيق لرئيس دولة الإمارات العربية المتحدة الشيخ محمد بن زايد آل نهيان. حاصل على بكالوريوس في العلوم السياسية والاقتصاد من جامعة الإمارات العربية المتحدة عام 1988.
شغل منصب رئيس مجلس إدارة اتحاد الإمارات لكرة القدم (2001-2002). خلف أخاه غير الشقيق الشيخ خليفة في رئاسة نادي الوحدة قبل أن يحل محله في 2011 أخاه الشقيق الشيخ ذياب بن زايد آل نهيان. يذكر أن أخاه غير الشقيق الشيخ منصور هو رئيس نادي الجزيرة ومالك نادي مانشستر سيتي.

## الوفاة
توفي يوم الخميس 9 محرم 1445 هـ -27 يوليو 2023م عن عمر ناهز الثامنة والخمسين. وأعلن ديوان الرئاسة الحداد الرسمي وتنكيس الأعلام لمدة 3 أيام.